# Daniel Borimirov

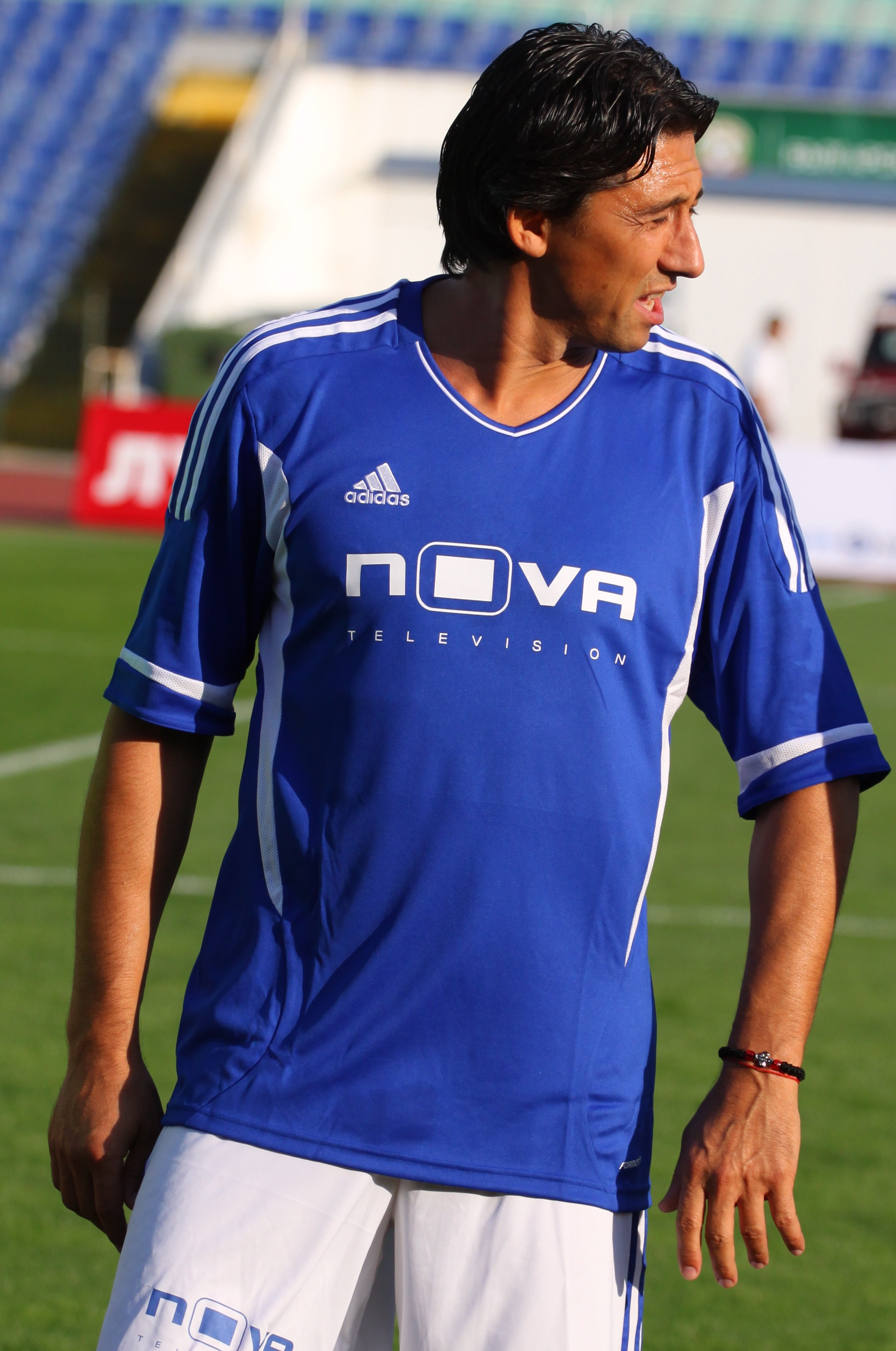
2011

Daniel Borisov Borimirov (Bulgaars: Даниел Борисов Боримиров) (Vidin, 15 januari 1970) is een voormalig Bulgaarse voetballer (middenvelder) die actief was van 1990 tot 2008 als profvoetballer. 
Borimirov begon zijn profcarrière in 1990 bij Levski Sofia, die hem wegplukten van Bdin Vidin. In 1996 trok hij naar Duitsland waar hij bij TSV 1860 München ging spelen. In 2003 keerde hij naar zijn geboorteland terug om terug voor Levski Sofia te spelen. Hij leidde de club naar de kwartfinales van de Uefacup in het seizoen 2005-2006. Hij werd met Levski Sofia vijfmaal landskampioen (1993, 1994, 1995, 2006, 2007), won vijfmaal de beker in Bulgarije (1991, 1992, 1994, 2005, 2007) en tweemaal de Supercup (2005, 2007). Op 38-jarige leeftijd stopte Borimirov met voetballen. Zijn laatste wedstrijd was op 17 mei 2008 tegen Slavia Sofia.
Borimirov speelde zeventig wedstrijden voor de nationale ploeg van Bulgarije, daarin kon hij 11 maal scoren. Hij maakte deel uit van de ploeg die op het WK 1994 verrassend op de vierde plaats eindigde. Hij speelde ook mee op het WK 1998 en op het Europees kampioenschap in 1996 en 2004. 

## Carrière
- 1983-1990: Bdin Vidin (jeugd)
- 1990-1995: Levski Sofia
- 1996-2003: TSV 1860 München
- 2003-2008: Levski Sofia